# Senopterina mexicana
Senopterina mexicana är en tvåvingeart som först beskrevs av Macquart 1843.  Senopterina mexicana ingår i släktet Senopterina och familjen bredmunsflugor. Inga underarter finns listade i Catalogue of Life.